# Светско првенство у атлетици у дворани 1989 — троскок за мушкарце
Такмичење у троскоку у мушкој конкуренцији на 2. Светском првенству у атлетици у дворани 1989. у Будимпешти (Мађарска) је одржано 3. и 4. марта у Спортској дворани.
Титулу освојену у Индијанаполису 1987  одбранио је Мајк Конли из САД-а.

## Земље учеснице
Учествовало је 16 такмичара из 11 земаља..
1. Аустрија (1)
2. Бахаме (2)
3. Куба (2)
4. Мадагаскар (1)
5. Мађарска (1)
6. Пољска (1)
7. САД (2)
8. Совјетски Савез (2)
9. Уједињено Краљевство (1)
10. Француска (2)
11. Чехословачка (1)

## Освајачи медаља
| Освајачи медаља |             |                  |  |  |  |  |
|                 |             |                  |  |  |  |  |
|                 |             |                  |  |  |  |  |
|                 |             |                  |  |  |  |  |
| Мајк Конли      | Хорхе Рејна | Хуан Мигел Лопез |  |  |  |  |
| САД             | Куба        | Куба             |  |  |  |  |

## Рекорди
Листа рекорда у мушком троскоку пре почетка светског првенства у дворани 3. марта 1989. године.
| Рекорди пре почетка Светског првенства 1989.  | Рекорди пре почетка Светског првенства 1989. | Рекорди пре почетка Светског првенства 1989. | Рекорди пре почетка Светског првенства 1989. | Рекорди пре почетка Светског првенства 1989. | Рекорди пре почетка Светског првенства 1989. |
| --------------------------------------------- | -------------------------------------------- | -------------------------------------------- | -------------------------------------------- | -------------------------------------------- | -------------------------------------------- |
| Светски рекорд                                | 17,76                                        | Мајк Конли                                   | Сједињене Државе                             | Њујорк, САД                                  | 27. фебруар 1987.                            |
| Рекорд светских првенстава у дворани          | 17,54                                        | Мајк Конли                                   | Сједињене Државе                             | Индијанаполис, САД                           | 8. март 1987.                                |
| Најбољи резултат сезоне у дворани             | 17,39                                        | Володимир Иноземцев                          | Совјетски Савез                              | Гомељ, Совјетски Савез                       | 3. фебруар 1989.                             |
| Европски рекорд                               | 17,67                                        | Олег Проценко                                | Совјетски Савез                              | Осака, Јапан                                 | 15. јануар 1987.                             |
| Северноамерички рекорд                        | 17,76                                        | Мајк Конли                                   | Сједињене Државе                             | Њујорк, САД                                  | 27. фебруар 1987.                            |
| Јужноамерички рекорд                          |                                              |                                              |                                              |                                              |                                              |
| Афрички рекорд                                | 17,00                                        | Аџаји Агбебаку                               | Нигерија                                     | Далас, САД                                   | 30. јануар 1982.                             |
| Азијски рекорд                                |                                              |                                              |                                              |                                              |                                              |
| Океанијски рекорд                             | 16,97                                        | Ијан Кембел                                  | Аустралија                                   | Детроит, САД                                 | 10. март 1978.                               |
| Рекорди остварени на Светском првенству 1989. |                                              |                                              |                                              |                                              |                                              |
| Рекорд светских првенстава у дворани          | 17,65                                        | Мајк Конли                                   | Сједињене Државе                             | Будимпешта, Мађарска                         | 4. март 1989.                                |
| Најбољи резултат сезоне у дворани             | 17,65                                        | Мајк Конли                                   | Сједињене Државе                             | Будимпешта, Мађарска                         | 4. март 1989.                                |

### Најбољи резултати у 1989. години
Десет најбољих атлетичара године у троскоку у дворани пре почетка првенства (3. март 1989), имали су следећи пласман.
| 1.  | Володимир Иноземцев  | Совјетски Савез  | 17,39 | 3. фебруар  |
| 2.  | Николај Мусииенко    | Совјетски Савез  | 17,32 | 3. фебруар  |
| 3.  | Мајк Конли           | Сједињене Државе | 17,32 | 24. фебруар |
| 4.  | Чарлс Симпкинс       | Сједињене Државе | 17,24 | 24. фебруар |
| 5.  | Јан Чадо             | Чехословачка     | 17,21 | 28. јануар  |
| 6.  | Џон Тилман           | Сједињене Државе | 17,13 | 24. фебруар |
| 7.  | Серж Елан            | Француска        | 17,12 | 5. фебруар  |
| 8.  | Хорхе Рејна          | Куба             | 17,07 | 28. јануар  |
| 9.  | Волкер Мај           | Немачка          | 17,03 | 18. фебруар |
| 10. | Александар Коваленко | Совјетски Савез  | 17,00 | 4. јануар   |

Такмичари чија су имена подебљана учествују на СП 1989.

## Сатница
| Датум         | Време | Ниво          |
| ------------- | ----- | ------------- |
| 3. март 1989. |       | Квалификације |
| 4. март 1989. |       | Финале        |

## Резултати

### Квалификације
Такмичење је одржано 3. марта 1989. године. Квалификациона норма за улазак у финале износила је 16,25 метара. Норму су прескочила 13 такмичара (КВ).,
| Пласман | Атлетичар          | Земља                | ЛР     | ЛРС   | #1 | #2 | #3 | Резултат | Белешка    |
| ------- | ------------------ | -------------------- | ------ | ----- | -- | -- | -- | -------- | ---------- |
| 1.      | Владимир Иноземцев | Совјетски Савез      | 17,43  | 17,39 |    |    |    | 16,96    | КВ         |
| 2.      | Милан Микулаш      | Чехословачка         | 17,53о |       |    |    |    | 16,89    | КВ         |
| 3.      | Мајк Конли         | САД                  | 17,87о |       |    |    |    | 16,88    | КВ         |
| 4.      | Хуан Мигел Лопез   | Куба                 | 17,28о |       |    |    |    | 16,76    | КВ         |
| 5.      | Хорхе Рејна        | Куба                 | 17,48о |       |    |    |    | 16,71    | КВ         |
| 6.      | Серж Елан          | Француска            | 17,15  | 17,12 |    |    |    | 16,59    | КВ         |
| 7.      | Џон Херберт        | Уједињено Краљевство | 17,41о |       |    |    |    | 16,57    | КВ         |
| 8.      | Toussaint Rabenala | Мадагаскар           | 15.53о |       |    |    |    | 16,49    | КВ, НР, ЛР |
| 9.      | Алфред Штумер      | Аустрија             | 16,57о |       |    |    |    | 16,46    | КВ, НР, ЛР |
| 10.     | Николај Мусијенко  | Совјетски Савез      | 17,78о |       |    |    |    | 16,43    | КВ         |
| 11.     | Чарлс Симпкинс     | САД                  | 17,86о |       |    |    |    | 16,43    | КВ         |
| 12.     | Анджеј Грабарчик   | Пољска               |        |       |    |    |    | 16,40    | КВ         |
| 13.     | Пјер Камара        | Француска            |        |       |    |    |    | 16,27    |            |
| 14.     | Патерсон Џонсон    | Бахаме               |        |       |    |    |    | 16,19    |            |
| 15.     | Бела Бакоши        | Мађарска             | 17,25  |       |    |    |    | 16,05    |            |
| 16.     | Вендел Лоренс      | Бахаме               |        |       |    |    |    | 15,94    |            |

### Финале
Такмичење је одржано 4. марта 1989. године.,,
| Пласман | Атлетичар           | Земља                | #1    | #2    | #3    | #4    | #5    | #6    | Резултат | Белешка  |
| ------- | ------------------- | -------------------- | ----- | ----- | ----- | ----- | ----- | ----- | -------- | -------- |
|         | Мајк Конли          | САД                  | 16,83 | 17,20 | 17,22 | 17,49 | 17,65 | 17,51 | 17,65    | РСП, СРС |
|         | Хорхе Рејна         | Куба                 | 16,96 | 17,02 | 17,41 | 17,19 | 16,76 | x     | 17,41    | НР ЛР    |
|         | Хуан Мигел Лопез    | Куба                 | 17,12 | x     | 17,10 | 17,28 | 16,57 | x     | 17,28    | ЛР       |
| 4.      | Володимир Иноземцев | Совјетски Савез      |       |       |       |       |       |       | 17,17    |          |
| 5.      | Милан Микулаш       | Чехословачка         |       |       |       |       |       |       | 16,84    |          |
| 6.      | Серж Елан           | Француска            |       |       |       |       |       |       | 16,62    |          |
| 7.      | Анджеј Грабарчик    | Пољска               |       |       |       |       |       |       | 16,56    |          |
| 8.      | Џон Херберт         | Уједињено Краљевство |       |       |       |       |       |       | 16,55    |          |
| 9.      | Чарлс Симпкинс      | САД                  |       |       |       |       |       |       | 16,26    |          |
| 10.     | Toussaint Rabenala  | Мадагаскар           |       |       |       |       |       |       | 16,06    |          |
| 11.     | Алфред Штумер       | Аустрија             |       |       |       |       |       |       | 15,93    |          |
|         | Николај Мусијенко   | Совјетски Савез      |       |       |       |       |       |       | БП       |          |